# Macrostomum orthostylum
Macrostomum orthostylum är en plattmaskart. Macrostomum orthostylum ingår i släktet Macrostomum och familjen Macrostomidae. Inga underarter finns listade i Catalogue of Life.